# Chalcolecta
Aelurillus es un género de arañas araneomorfas de la familia Salticidae. Se encuentra en el sureste de Asia y Oceanía.

## Lista de especies
Según The World Spider Catalog 12.5::
- Chalcolecta bitaeniata Simon, 1884
- Chalcolecta dimidiata Simon, 1884
- Chalcolecta prensitans (Thorell, 1881)